# جام جهانی ۲۰۲۱ راگبی زنان

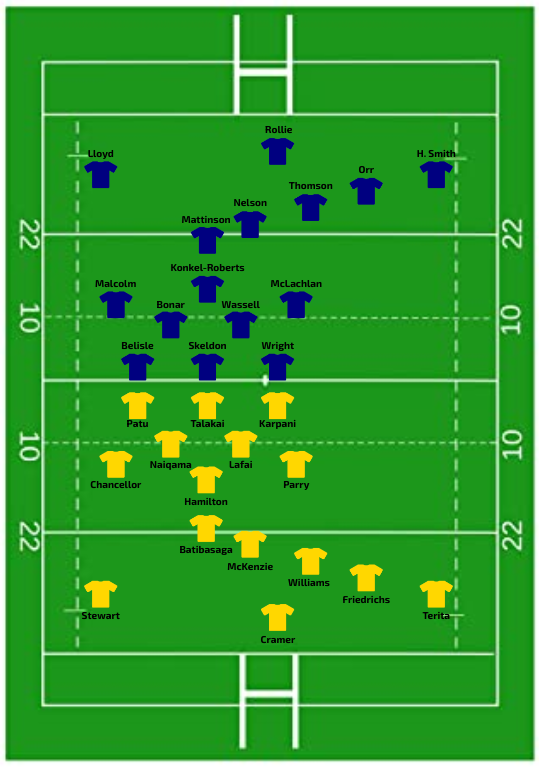
تیم‌های جام جهانی راگبی 2021 بازی بین استرالیا و اسکاتلند.

جام جهانی ۲۰۲۱ راگبی زنان (انگلیسی: 2021 Rugby World Cup) نهمین دوره جام جهانی راگبی زنان بود که توسط راگبی جهانی برگزار شد. این بازی‌ها از ۸ اکتبر تا ۱۲ نوامبر ۲۰۲۲ در اوکلند و وانگاری نیوزلند برگزار شد. در ابتدا قرار بود در سال ۲۰۲۱ برگزار شود، اما به دلیل همه‌گیری کرونا یک سال به تعویق افتاد. تیم ملی انگلستان و تیم ملی نیوزلند به فینال مسابقات راه یافتند که نهایتاً نیوزلند ۳۴ به ۳۱ برنده مسابقه شد. دوره بعدی مسابقات در سال ۲۰۲۵ و در انگلستان برگزار می‌شود.